# قسم آذري الريفي (مقاطعة إسفراين)
قسم آذري الريفي (بالفارسية: دهستان آذری) هي منطقة ريفية تقع في قسم في إيران. يقدر عدد سكانها بـ 13,596 نسمة .